# Джессіка Напір
Джессіка Нейпір (англ. Jessica Napier, нар. 13 квітня 1979 року) — новозеландська акторка, яка живе в Австралії. Вона знялася в ряді повнометражних фільмів, у тому числі «Любовна серенада», «Чорна скеля», «Розріз», «Міська петля», «Ангст», «Ілюстрований сімейний лікар» і «Примарний вершник», а також добре відома за роллю Беккі Говард в австралійському телесеріалі «Дочки Маклеода».

## Раннє життя
Нейпір народилася в Веллінгтоні, Нова Зеландія. Її батько, актор Маршалл Напір, перевіз сім'ю до Австралії, коли вона була дитиною.

## Кар'єра
Свою першу акторську роль Напір отримала в 9 років, зігравши доньку свого батька в австралійському телесеріалі «Поліцейський порятунок». Через рік вона знову з'явилася в іншому епізоді, коли батько призначив її на роль, але дівчина, яку забронювали на роботу, відмовилася, оскільки персонажка мала зануритися в болото.
Лише коли Нейпір виповнилося 15 років, вона вирішила стати акторкою. На своєму першому серйозному прослуховуванні вона отримала головну роль Едвіни в Echo Point. Її перший повнометражний фільм був у відзначеній нагородами «Любовній серенаді» Ширлі Барретт (з Мірандою Отто), а потім у фільмі «Чорна гора», який отримав визнання критики, де Гіт Леджер зіграв брата її персонажа у своїй першій видатній ролі.

## Фільмографія
| Рік      | Назва                         | Роль                  | Примітки          |
| -------- | ----------------------------- | --------------------- | ----------------- |
| 1996 рік | Любовна серенада              | Дебора «Деббі»        |                   |
| 1997 рік | Чорна гора                    | Рейчел Екленд         |                   |
| 1998 рік | Військова історія             | Принцеса              | Короткий          |
| 2000 рік | Вирізати                      | Гілларі «Галлі»       |                   |
| 2000 рік | Міська петля                  | Софі                  | AKA, Bored Olives |
| 2000 рік | смикатися                     | Джейн                 | Короткий          |
| 2000 рік | Страх                         | Джейд                 |                   |
| 2001 рік | Еліта                         | Луїза                 |                   |
| 2002 рік | Нова шкіра                    | Ліра                  |                   |
| 2002 рік | Опудало зайчика               | Німецька подруга      | Короткий          |
| 2004 рік | Опублікувати                  | Джессіка              | Короткий          |
| 2005 рік | The Illustrated Family Doctor | Крістін               |                   |
| 2006 рік | Безпека в цифрах              | Джен                  |                   |
| 2007 рік | Примарний гонщик              | Broken Spoke Waitress |                   |
| 2007 рік | Не панікуйте                  | Кімберлі              | Короткий          |
| 2011 рік | Переправа дикунів             | Кейт                  |                   |
| 2012 рік | The Letter                    | Софія                 | Короткий          |
| 2020 рік | Місячний рок на понеділок     | Медсестра Роз         |                   |
| 20? ?    | День різанини                 | Джейн                 | Пост-продакшн     |